# Ludwig Carl von Pöllnitz
Ludwig Carl von Pöllnitz (* 1737; † 3. Februar 1807 in Benndorf) war ein sächsischer Kreishauptmann und Rittergutsbesitzer.

## Leben
Er stammte aus dem sächsisch-vogtländischen Adelsgeschlecht von Pöllnitz, war der Sohn von Friedrich Carl von Pöllnitz und wurde Besitzer des Rittergutes Benndorf.
Pöllnitz war von 1775 bis 1798 Kreishauptmann des Leipziger Kreises.
Er hatte drei Söhne und eine Tochter.